# COO (歌手)
COO（クー、4月13日生）は、日本の歌手である。
現在、浅野佑悠輝とボンノーズとして活動中。

## 概要
Coo「クウ」と読む。千葉県出身 B型 
チアノーゼで産まれたため、「おぎゃあ」の泣き声もなく、そのせいかほとんど泣かない幼少期を過ごす。
ギターを弾いてオリジナル曲を歌う父に影響を受け、3歳からピアノを習い始め、中学の時、自分を変えたくて地元の劇団に飛び込む。
わずか14歳でひとり暮らしを始める。レッスン、バイト、高校生活といったハードワークをこなし、様々なモノを吸収していく。
10代はミュージカルやカバーライヴなど、ジャンルを問わず数多くの舞台にあがる。
17歳の時「原宿アイドルオーディション」に応募。
3000人の応募者の中で準優勝となり、翌年の原宿ラフォーレロックミュージカルに出演する。
その後70年代ソウルミュージックと出会い、その歌や歌詞の世界に衝撃を受け、自分の内側にあるもの、感じるものを伝えるために
オリジナルを作り始める。 その過程でバンドを作ろうと思いたち、現在のサポートメンバーを集め、活動を展開。
23歳で上京後、ボーカリストとして複数のレコーディングに参加。業界内で次第にその名前が浸透していく。
2001年、ビクターより1st シングル『青い赤』でメジャーデビュー。 続けて、2ndシングル『Baby Don’t Cry』、1st アルバム『呼吸』をリリース。
2001年１月プリプロディスク「Baby don`t cry」をタワーレコード渋谷店にて、枚数限定でリリース、即日完売となる。
2001年3月23日にビクターエンタテインメントよりシングル「青い赤」でデビュー。1st アルバム『呼吸』をリリース。
2003年以降インディーズへ活動を移す。
2005年には音楽プロデュースや楽曲提供を行うmiguelと10○（とわ）名義の音楽ユニットを始動。
FM NORTH WAVE（北海道）、cross fm（福岡）でラジオパーソナリティーも務めるなど、一気に活躍の場を広げる。
以降、今日までインディーズも含め3枚のアルバムをリリースし、様々な形態でライブ活動を行う。
2010年の横浜キッドブラザースのミュージカル「冬のシンガポール」公演をはじめ、 舞台にも参加する一方、
老人ホームや障がい者施設での慰問コンサートも定期的に行うようになる。
2017年になり、新たなチャレンジはハワイ島でスパイラルビジョンダンス公演に参加する他、 奈良県などでの被災イベントにも積極的に参加している。
2020年5月より浅野佑悠輝YouTubeチャンネル説法ライブ聞いちゃえーに出演。2023年2月3日都電荒川線『電車でGO!節分ライブ』、2023年3月21日奈良県吉野　大師山寺にて奉納ライブ予定。
デビューから20年を経て、更なる活躍のための新たなプロジェクトを計画中である。

## ディスコグラフィー

### シングル
1. Baby don't cry（2001年1月26日）限定版
  1. Baby don't cry
2. 青い赤（2001年3月23日）
  1. 青い赤
  2. 羊
  3. 青い赤（Music Track)
3. Baby don't cry（2001年8月8日）
  1. Baby don't cry
  2. Paper Doll
  3. Baby don't cry（Music Track)

### アルバム
1. 呼吸（2002年6月21日）
  1. Baby don't cry
  2. Jelly Egg
  3. パンジー
  4. Angel
  5. バスのうた
  6. いまだ
  7. 魔法
  8. あ・い・ス・ル・ヒ・ト・ヨ
  9. 青い赤
2. 925（2007年6月27日）
  1. 碧い涙
  2. 赤いヒナ
  3. グライダー
  4. ひび
  5. 東京ドリーム
  6. かくれんぼ
3. ＋ (Plus)
  1. チキンハート
  2. 大切なもの
  3. 咲くと
  4. 神様の子供
  5. どーよ？
  6. エメラ
  7. アテスウェイ
  8. クールビズ
  9. サン・イチニ